# Танзания на летних Олимпийских играх 2004
Танзания принимала участие в Летних Олимпийских играх 2004 года в Афинах (Греция) в десятый раз за свою историю, но не завоевала ни одной медали.

## Состав олимпийской сборной Танзании

### Лёгкая атлетика
Спортсменов — 5
Мужчины
| Спортсмен        | Дисциплина | Четвертьфинал | Четвертьфинал | Полуфинал            | Полуфинал            | Финал                | Финал                |
| Спортсмен        | Дисциплина | Результат     | Место         | Результат            | Место                | Результат            | Место                |
| ---------------- | ---------- | ------------- | ------------- | -------------------- | -------------------- | -------------------- | -------------------- |
| Самуэл Мвера     | 800 м      | 1:45,30       | 4             | DSQ                  | x                    | Завершил выступление | Завершил выступление |
| Самуэл Мвера     | 1500 м     | DNS           | x             | Завершил выступление | Завершил выступление | Завершил выступление | Завершил выступление |
| Фабиано Нааси    | 5000 м     |               |               | 13:31,89             | 23                   | Завершил выступление | Завершил выступление |
| Фабиано Нааси    | 10000 м    |               |               |                      |                      | 28:01,94             | 10                   |
| Джон Мсури       | 10000 м    |               |               |                      |                      | DNF                  | x                    |
| Зебедайо Байо    | марафон    |               |               |                      |                      | DNF                  | x                    |
| Самсон Рамадхани | марафон    |               |               |                      |                      | 2:20,38              | 40                   |
| Джон Нада Сайя   | марафон    |               |               |                      |                      | DNF                  | x                    |

Женщины
| Спортсмен        | Дисциплина | Полуфинал | Полуфинал | Финал                 | Финал                 |
| Спортсмен        | Дисциплина | Результат | Место     | Результат             | Место                 |
| ---------------- | ---------- | --------- | --------- | --------------------- | --------------------- |
| Реститута Жозеф  | 5000 м     | 15:45,11  | 27        | Завершила выступление | Завершила выступление |
| Бануэлия Мрашани | марафон    |           |           | DNF                   | x                     |